# Championnat d'Europe masculin de basket-ball 2017
Navigation
2015 2022
La 40e édition du Championnat d'Europe de basket-ball (également appelé EuroBasket 2017) est une compétition de basket-ball organisée par la FIBA Europe et qui se déroule conjointement en Finlande, Israël, Turquie et Roumanie, du 31 août au 17 septembre 2017.

## Préparation de l'évènement

### Refonte du calendrier
À partir de cette édition la compétition aura lieu tous les 4 ans, contrairement au calendrier actuel où elle se déroule tous les 2 ans. En effet, le 9 novembre 2012, à Kuala Lumpur en Malaisie, le bureau central de la Fédération internationale (FIBA) a annoncé une profonde refonte des calendriers des compétitions internationales,, malgré l'opposition officielle de la FIBA Europe.

### Villes hôtes

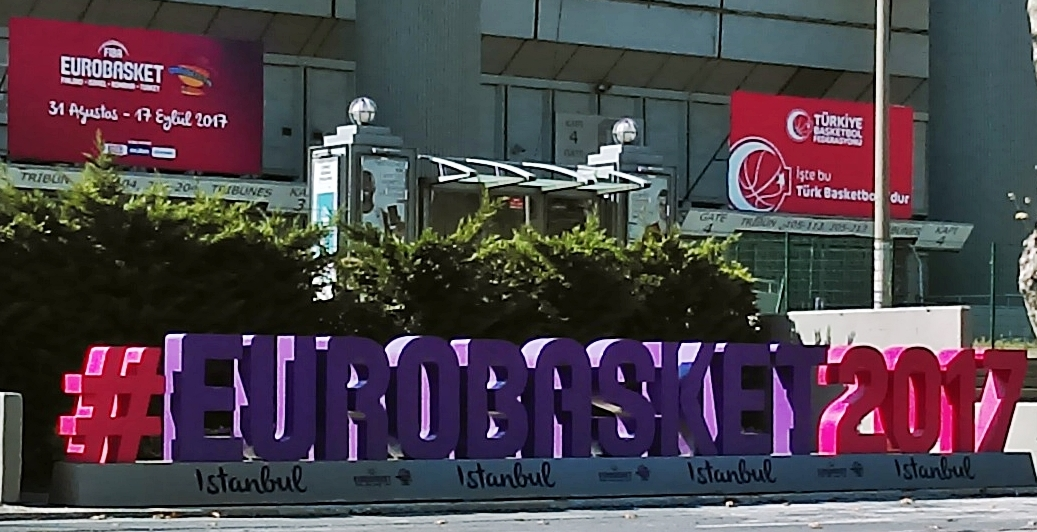
Visuel de l'EuroBasket 2017 près de l'Abdi İpekçi Arena d'Istanbul.

De nombreux pays se portent candidats pour l'Euro 2017, dont plusieurs prévoient des co-organisations :
- Co-organisation Lituanie, Lettonie et Estonie[5]
- Co-organisation Serbie, République de Macédoine et Bulgarie[6]
- Grande-Bretagne[7],[8]
- Israël
- Pologne[9]
- Slovénie[10]
- Belgique

Le 18 juin 2015, après son retrait de l'organisation de l'Euro 2015, l'Ukraine retire aussi sa candidature pour 2017.
Tout comme l'édition 2015, cet Euro est finalement co-organisé par quatre pays, situés en Europe de l'Est. La Finlande, la Turquie, la Roumanie et Israël accueillent chacune un des groupes du premier tour. La Turquie reçoit en plus les rencontres de la phase finale.
| Helsinki Finlande                            | \| Helsinki Cluj-Napoca Tel Aviv-Jaffa Istanbul \| | Cluj-Napoca Roumanie             |
| Hartwall Arena                               | \| Helsinki Cluj-Napoca Tel Aviv-Jaffa Istanbul \| | Salle polyvalente de Cluj-Napoca |
| Capacité : 12 500                            | \| Helsinki Cluj-Napoca Tel Aviv-Jaffa Istanbul \| | Capacité : 9 315                 |
| Premier tour (Groupe A)                      | \| Helsinki Cluj-Napoca Tel Aviv-Jaffa Istanbul \| | Premier tour (Groupe C)          |
|                                              | \| Helsinki Cluj-Napoca Tel Aviv-Jaffa Istanbul \| |                                  |
| Istanbul Turquie                             | Istanbul Turquie                                   | Tel Aviv-Jaffa Israël            |
| Ülker Sports Arena                           | Sinan Erdem Dome                                   | Menora Mivtachim Arena           |
| Capacité : 10 850                            | Capacité : 13 722                                  | Capacité : 10 383                |
| Premier tour (Groupe D)                      | Phase finale                                       | Premier tour (Groupe B)          |
|                                              |                                                    |                                  |
| Helsinki Cluj-Napoca Tel Aviv-Jaffa Istanbul |                                                    |                                  |

### Qualifications
Les quatre équipes organisatrices et les neuf ayant participé aux Jeux olympiques 2016 et/ou aux Tournois de qualification olympique 2016 sont qualifiées d'office pour l'EuroBasket 2017. Les onze places restantes sont attribuées après un championnat de qualification auquel ont participé 27 équipes, entre le 31 août et le 17 septembre 2016.
| Mode de qualification                   | Date de qualification | Places | Nations qualifiées | Nombre de participations | Dernière participation   | Meilleur résultat               |
| --------------------------------------- | --------------------- | ------ | ------------------ | ------------------------ | ------------------------ | ------------------------------- |
| Pays hôtes du championnat d'Europe 2017 | 11 décembre 2015      | 4      | Finlande           | 16e                      | 2015 (1/8e de finale)    | 6e place (1967)                 |
| Pays hôtes du championnat d'Europe 2017 | 11 décembre 2015      | 4      | Israël             | 29e                      | 2015 (1/8e de finale)    | Finaliste (1979)                |
| Pays hôtes du championnat d'Europe 2017 | 11 décembre 2015      | 4      | Roumanie           | 18e                      | 1987 (12e place)         | 5e place (1957, 1967)           |
| Pays hôtes du championnat d'Europe 2017 | 11 décembre 2015      | 4      | Turquie            | 24e                      | 2015 (1/8e de finale)    | Finaliste (2001)                |
| Championnat d'Europe 2015               | 20 septembre 2015     | 9      | Espagne            | 31e                      | 2015 ( Champion)         | Champion (2009, 2011, 2015)     |
| Championnat d'Europe 2015               | 20 septembre 2015     | 9      | Lituanie           | 14e                      | 2015 ( Finaliste)        | Champion (1937, 1939, 2003)     |
| Championnat d'Europe 2015               | 20 septembre 2015     | 9      | France             | 38e                      | 2015 ( 3e place)         | Champion (2013)                 |
| Championnat d'Europe 2015               | 20 septembre 2015     | 9      | Serbie             | 6e                       | 2015 (4e place)          | Finaliste (2009)                |
| Championnat d'Europe 2015               | 20 septembre 2015     | 9      | Grèce              | 27e                      | 2015 (5e place)          | Champion (1987, 2005)           |
| Championnat d'Europe 2015               | 20 septembre 2015     | 9      | Italie             | 37e                      | 2015 (6e place)          | Champion (1983, 1999)           |
| Championnat d'Europe 2015               | 20 septembre 2015     | 9      | République tchèque | 5e                       | 2015 (7e place)          | 7e place (2015)                 |
| Championnat d'Europe 2015               | 20 septembre 2015     | 9      | Lettonie           | 14e                      | 2015 (8e place)          | Champion (1935)                 |
| Championnat d'Europe 2015               | 20 septembre 2015     | 9      | Croatie            | 13e                      | 2015 (9e place)          | 3e place (1993, 1995)           |
| Tournoi de qualification                | 17 septembre 2016     | 11     | Belgique           | 17e                      | 2015 (1/8e de finale)    | 4e place (1947)                 |
| Tournoi de qualification                | 17 septembre 2016     | 11     | Allemagne          | 24e                      | 2015 (tour préliminaire) | Champion (1993)                 |
| Tournoi de qualification                | 17 septembre 2016     | 11     | Russie             | 13e                      | 2015 (tour préliminaire) | Champion (2007)                 |
| Tournoi de qualification                | 17 septembre 2016     | 11     | Pologne            | 28e                      | 2015 (1/8e de finale)    | Finaliste (1963)                |
| Tournoi de qualification                | 17 septembre 2016     | 11     | Slovénie           | 13e                      | 2015 (1/8e de finale)    | 4e place (2009)                 |
| Tournoi de qualification                | 17 septembre 2016     | 11     | Géorgie            | 4e                       | 2015 (1/8e de finale)    | Second tour (2011)              |
| Tournoi de qualification                | 17 septembre 2016     | 11     | Hongrie            | 15e                      | 1999 (premier tour)      | Champion (1955)                 |
| Tournoi de qualification                | 17 septembre 2016     | 11     | Islande            | 2e                       | 2015 (tour préliminaire) | Tour préliminaire (2015)        |
| Tournoi de qualification                | 17 septembre 2016     | 11     | Ukraine            | 8e                       | 2015 (tour préliminaire) | 6e place (2013)                 |
| Tournoi de qualification                | 17 septembre 2016     | 11     | Monténégro         | 3e                       | 2013 (premier tour)      | Premier tour (2011, 2013)       |
| Tournoi de qualification                | 17 septembre 2016     | 11     | Grande-Bretagne    | 4e                       | 2013 (premier tour)      | Premier tour (2009, 2011, 2013) |

### Chapeaux

#### Têtes de séries et tirage au sort
Les quatre pays hôtes peuvent choisir un partenaire qui est automatiquement placé dans leur groupe.
La Finlande choisit l'Islande, Israël choisit la Lituanie, la Roumanie choisit la Hongrie et la Turquie choisit la Russie.
Le tirage au sort a eu lieu à Istanbul le 22 novembre 2016.
| Têtes de série n°1             | Têtes de série n°2                       | Têtes de série n°3              | Têtes de série n°4              | Têtes de série n°5                    | Têtes de série n°6                       |
| ------------------------------ | ---------------------------------------- | ------------------------------- | ------------------------------- | ------------------------------------- | ---------------------------------------- |
| Espagne Lituanie France Serbie | Grèce Italie République tchèque Lettonie | Croatie Israël Turquie Finlande | Russie Slovénie Hongrie Géorgie | Allemagne Belgique Pologne Monténégro | Islande Grande-Bretagne Ukraine Roumanie |

### Les quatre groupes
Les 24 équipes sont réparties en quatre poules de six.
| Groupe A | Groupe B  | Groupe C           | Groupe D        |
| -------- | --------- | ------------------ | --------------- |
| Pologne  | Ukraine   | Croatie            | Grande-Bretagne |
| Grèce    | Israël    | République tchèque | Russie          |
| France   | Lituanie  | Espagne            | Serbie          |
| Finlande | Géorgie   | Monténégro         | Lettonie        |
| Islande  | Italie    | Roumanie           | Turquie         |
| Slovénie | Allemagne | Hongrie            | Belgique        |

## Acteurs

### Répercussions du conflit FIBA Europe - Euroligue (2015-2016)
Depuis l'annonce en mai 2015 par la FIBA Europe de l'organisation d'une « Ligue des champions » avec l'objectif de remplacer l'Euroligue (C1), les clubs des différentes fédérations européennes se sont vus contraints de faire un choix entre l'une des deux instances.
Après avoir quelque temps menacé d'exclusion les fédérations nationales dont des clubs soutiendraient l'ULEB (organisateur de la C1 et de la C2), la FIBA met ses menaces à exécution le 16 avril 2016, avec une lettre envoyée à 14 fédérations, les privant de participation à l'Eurobasket 2017. Elle concerne les fédérations de Serbie (KSS), de Croatie (HKS), de Turquie (TBF), d'Espagne (FEB), de Russie (RBF), de Lituanie (LKF), de Grèce (EOK), d'Italie (FIP), d'Israël (IBA), du Monténégro (KSCG), de Bosnie-Herzégovine (KSBiH), de Slovénie (KZS), de Macédoine (MKD) et de Pologne (PZKosz). Seules l'Allemagne (DBB) et la France (FFBB), parmi les principales nations européennes de basket, sont épargnées. La FIBA Europe se dit aussi décidée à priver ces 14 nations de participation aux Jeux olympiques de 2016, voire aux TQO (et même à leur organisation pour l'Italie et la Serbie qui doivent accueillir deux des trois tournois), car, en dehors des clubs qualifiés directement et légalement pour l'Euroligue, plusieurs autres ont décidé de s'engager en EuroCoupe (également organisée par l'ULEB). Or si la FIBA s'est résolue à accepter que l'Euroligue reste la compétition phare du basket européen à la suite de propositions faites par cette dernière, elle désire toujours que l'EuroCoupe disparaisse au profit de sa nouvelle Ligue des champions.
Une première détente a lieu en mai 2016, alors que la FIBA Europe annonce laisser plus de temps aux fédérations pour se mettre en conformité avec ses volontés, et permet notamment à l'Espagne et à la Lituanie de participer aux JO de Rio. Le conflit semble réglé début juin, alors que l'Euroligue porte plainte devant la Cour régionale de Munich (siège de la FIBA Europe) qui prend une résolution qui interdit formellement  à la FIBA Europe de prendre des sanctions contre les fédérations, leurs équipes nationales et les clubs qui refuseraient l'engagement en Ligue des Champions au profit de l'Euroligue ou de l'EuroCoupe. La fédération internationale réplique le lendemain de cette décision en portant l'affaire devant la Commission européenne,. Le 23 juin, la même cour de Munich revient sur sa décision pour plusieurs problèmes de procédure, renvoyant l'affaire devant le TAS.
Si des sanctions ont été prises par certaines fédérations contre leurs clubs inscrits en Euroligue ou EuroCup pour la saison 2016-2017 dans l'optique de sauver leurs sélections nationales (Lietuvos Rytas disqualifié du championnat lituanien) en les suspendant de leurs championnats nationaux respectifs, d'autres instances nationales n'ont pas donné de suite et n'ont pas été inquiétées par la FIBA (l'AEK Athènes assure n'avoir été contacté par personne à ce sujet ; la Ligue professionnelle espagnole laisse libre ses clubs de choisir dans quelle compétition ils souhaitent s'inscrire, alors que la fédération espagnole rompt le contrat avec l'Euroligue). Ce conflit complexe n'a finalement pas engendré de suspensions au niveau des équipes nationales et aucune justification n'a été donnée par la FIBA.

### Effectifs des sélections

#### Joueurs absents
Un grand nombre de joueurs refusent encore la sélection pour se préparer à la prochaine saison NBA, de façon assumée ou prétextant une blessure parfois suspecte aux yeux des fédérations nationales européennes.
| Sélection          | Joueur absent           | Club 2016-2017                  | Motif                   |
| ------------------ | ----------------------- | ------------------------------- | ----------------------- |
| Allemagne          | Maximilian Kleber       | Bayern Munich                   | Refus de la sélection   |
| Allemagne          | Paul Zipser             | Bulls de Chicago                | [ 39 ]                  |
| Allemagne          | Maik Zirbes             | Bayern Munich                   | Blessure                |
| Croatie            | Miro Bilan              | KK Cedevita Zagreb              | [ 39 ]                  |
| Croatie            | Mario Hezonja           | Magic d'Orlando                 | Refus de la sélection   |
| Croatie            | Ante Žižić              | Darüşşafaka Doğuş               | [ 39 ]                  |
| Croatie            | Ivica Zubac             | Lakers de Los Angeles           | [ 39 ]                  |
| Espagne            | José Manuel Calderón    | Hawks d'Atlanta                 | Retraite internationale |
| Espagne            | Rudy Fernández          | Real Madrid                     | Refus de la sélection,  |
| Espagne            | Serge Ibaka             | Raptors de Toronto              | Non retenu              |
| Espagne            | Sergio Llull            | Real Madrid                     | Blessure                |
| Espagne            | Nikola Mirotić          | Bulls de Chicago                | Refus de la sélection   |
| Espagne            | Felipe Reyes            | Real Madrid                     | Refus de la sélection,  |
| France             | Alexis Ajinça           | Pelicans de La Nouvelle-Orléans |                         |
| France             | Nicolas Batum           | Hornets de Charlotte            | Refus de la sélection   |
| France             | Rodrigue Beaubois       | Saski Baskonia                  | Blessure                |
| France             | Fabien Causeur          | Real Madrid                     | Blessure                |
| France             | Moustapha Fall          | Élan sportif chalonnais         | Blessure                |
| France             | Rudy Gobert             | Jazz de l'Utah                  | Refus de la sélection   |
| France             | Charles Kahudi          | ASVEL Lyon-Villeurbanne         | Blessure                |
| France             | Timothé Luwawu-Cabarrot | 76ers de Philadelphie           | Blessure                |
| France             | Ian Mahinmi             | Wizards de Washington           | Refus de la sélection   |
| France             | Adrien Moerman          | Darüşşafaka Doğuş               | Blessure                |
| France             | Tony Parker             | Spurs de San Antonio            | Retraite internationale |
| Grèce              | Giánnis Antetokoúnmpo   | Bucks de Milwaukee              | Blessure,               |
| Grèce              | Kosta Koufos            | Kings de Sacramento             | [ 39 ]                  |
| Italie             | Andrea Bargnani         | Saski Baskonia                  | Refus de la sélection   |
| Italie             | Danilo Gallinari        | Nuggets de Denver               | Blessure                |
| Italie             | Alessandro Gentile      | Hapoël Jérusalem                | [ 39 ]                  |
| Lituanie           | Paulius Jankūnas        | Žalgiris Kaunas                 | Refus de la sélection   |
| Lituanie           | Domantas Sabonis        | Thunder d'Oklahoma City         | [ 39 ]                  |
| Pologne            | Marcin Gortat           | Wizards de Washington           | [ 39 ]                  |
| Pologne            | Maciej Lampe            | Shenzhen Leopards               | [ 39 ]                  |
| République tchèque | Pavel Pumprla           | ČEZ Nymburk                     | [ 59 ]                  |
| République tchèque | Blake Schilb            | Galatasaray SK                  | [ 60 ]                  |
| République tchèque | Jan Veselý              | Fenerbahçe Ülker                | Refus de la sélection   |
| Russie             | Sergueï Karassev        | Zénith Saint-Pétersbourg        | Blessure                |
| Serbie             | Nemanja Bjelica         | Timberwolves du Minnesota       | Blessure                |
| Serbie             | Nikola Jokić            | Nuggets de Denver               | Refus de la sélection   |
| Serbie             | Nikola Kalinić          | Fenerbahçe Ülker                | Blessure                |
| Serbie             | Nemanja Nedović         | Unicaja Málaga                  | Blessure                |
| Serbie             | Miroslav Raduljica      | Olimpia Milan                   | Blessure                |
| Serbie             | Marko Simonović         | Étoile rouge de Belgrade        | Blessure                |
| Serbie             | Miloš Teodosić          | CSKA Moscou                     | Blessure                |
| Slovénie           | Zoran Dragić            | Olimpia Milan                   | [ 39 ]                  |
| Turquie            | Ömer Aşık               | Pelicans de La Nouvelle-Orléans | Problèmes de santé      |
| Turquie            | Bobby Dixon             | Fenerbahçe Ülker                | Blessure                |
| Turquie            | Ersan İlyasova          | Hawks d'Atlanta                 | Refus de la sélection   |
| Turquie            | Enes Kanter             | Thunder d'Oklahoma City         | [ 39 ]                  |
| Ukraine            | Kyrylo Fesenko          | SS Felice Scandone              | Blessure                |
| Ukraine            | Sergii Gladyr           | AS Monaco                       | Blessure                |
| Ukraine            | Pooh Jeter              | Tianjin Gold Lions              | Refus de la sélection   |
| Ukraine            | Alex Len                | Suns de Phoenix                 | [ 39 ]                  |

## Phase de groupes
Tous les horaires des rencontres sont donnés en heure locale. Les quatre pays hôtes utilisent un total de trois fuseaux horaires, mais qui correspondent tous à l'UTC+3 à cette période de l'année.

### Format
Les vingt-quatre équipes qualifiées sont réparties en quatre groupes de six. Chaque équipe marque deux points en cas de victoire, un point en cas de défaite et de défaite par défaut (l'équipe est réduite à deux joueurs sur le terrain) et zéro point en cas de forfait (impossibilité pour une équipe d'aligner cinq joueurs au départ du match).
Pour départager les équipes à la fin des matchs de poules en cas d'égalité de points, les critères de la FIBA sont appliqués (dans l'ordre) :
1. résultat des matchs particuliers entre les équipes concernées ;
2. différence entre points marqués et encaissés entre les équipes concernées ;
3. différence entre points marqués et encaissés de tous les matchs joués ;7
4. plus grand nombre de points marqués.

Les équipes terminant aux quatre premières places sont qualifiées pour la phase finale (1/8 de finale).
| Légende                            |
| ---------------------------------- |
| Qualification pour la phase finale |
| Élimination du championnat         |

### Groupe A
| Groupe A Finlande : Helsinki - Hartwall Arena |          |     |   |   |     |     |      |     |
|                                               | Équipe   | Pts | G | P | PP  | PC  | Diff | Dép |
| 1                                             | Slovénie | 10  | 5 | 0 | 446 | 384 | +62  | -   |
| 2                                             | Finlande | 9   | 4 | 1 | 426 | 408 | +18  | -   |
| 3                                             | France   | 8   | 3 | 2 | 450 | 422 | +28  | -   |
| 4                                             | Grèce    | 7   | 2 | 3 | 421 | 400 | +21  | -   |
| 5                                             | Pologne  | 6   | 1 | 4 | 411 | 414 | -3   | -   |
| 6                                             | Islande  | 5   | 0 | 5 | 355 | 481 | -126 | -   |
| Slovénie · Finlande · France                  |          |     |   |   |     |     |      |     |
| Grece · Pologne · Islande                     |          |     |   |   |     |     |      |     |

| 31 août     | Slovénie | 90 - 81   | Pologne  |
| 31 août     | Islande  | 61 - 90   | Grèce    |
| 31 août     | France   | 84 - 86ap | Finlande |
| 2 septembre | Pologne  | 91 - 61   | Islande  |
| 2 septembre | Grèce    | 87 - 95   | France   |
| 2 septembre | Finlande | 78 - 81   | Slovénie |
| 3 septembre | France   | 115 - 79  | Islande  |
| 3 septembre | Slovénie | 78 - 72   | Grèce    |
| 3 septembre | Finlande | 90 - 87ap | Pologne  |
| 5 septembre | Islande  | 75 - 102  | Slovénie |
| 5 septembre | Pologne  | 75 - 78   | France   |
| 5 septembre | Grèce    | 77 - 89   | Finlande |
| 6 septembre | Slovénie | 95 - 78   | France   |
| 6 septembre | Grèce    | 95 - 77   | Pologne  |
| 6 septembre | Finlande | 83 - 79   | Islande  |

### Groupe B
| Groupe B Israël : Tel Aviv-Jaffa - Menora Mivtachim Arena |           |     |   |   |     |     |      |     |
|                                                           | Équipe    | Pts | G | P | PP  | PC  | Diff | Dép |
| 1                                                         | Lituanie  | 9   | 4 | 1 | 426 | 359 | +67  | -   |
| 2                                                         | Allemagne | 8   | 3 | 2 | 355 | 346 | +9   | +6  |
| 3                                                         | Italie    | 8   | 3 | 2 | 346 | 322 | +24  | -6  |
| 4                                                         | Ukraine   | 7   | 2 | 3 | 367 | 392 | -25  | +7  |
| 5                                                         | Géorgie   | 7   | 2 | 3 | 390 | 394 | -4   | -7  |
| 6                                                         | Israël    | 6   | 1 | 4 | 358 | 429 | -71  | -   |
| Lituane · Allemagne · Italie                              |           |     |   |   |     |     |      |     |
| Ukraine · Géorgie · Israël                                |           |     |   |   |     |     |      |     |

| 31 août     | Allemagne | 75 - 63    | Ukraine   |
| 31 août     | Lituanie  | 77 - 79    | Géorgie   |
| 31 août     | Italie    | 69 - 48    | Israël    |
| 2 septembre | Géorgie   | 57 - 67    | Allemagne |
| 2 septembre | Ukraine   | 66 - 78    | Italie    |
| 2 septembre | Israël    | 73 - 88    | Lituanie  |
| 3 septembre | Géorgie   | 81 - 88    | Ukraine   |
| 3 septembre | Lituanie  | 78 - 73    | Italie    |
| 3 septembre | Allemagne | 80 - 82    | Israël    |
| 5 septembre | Ukraine   | 62 - 94    | Lituanie  |
| 5 septembre | Italie    | 55 - 61    | Allemagne |
| 5 septembre | Israël    | 91 - 104ap | Géorgie   |
| 6 septembre | Allemagne | 72 - 89    | Lituanie  |
| 6 septembre | Géorgie   | 69 - 71    | Italie    |
| 6 septembre | Israël    | 64 - 88    | Ukraine   |

### Groupe C
| Groupe C Roumanie : Cluj-Napoca - Salle polyvalente |                    |     |   |   |     |     |      |     |
|                                                     | Équipe             | Pts | G | P | PP  | PC  | Diff | Dép |
| 1                                                   | Espagne            | 10  | 5 | 0 | 449 | 303 | +146 | -   |
| 2                                                   | Croatie            | 9   | 4 | 1 | 397 | 336 | +61  | -   |
| 3                                                   | Monténégro         | 8   | 3 | 2 | 378 | 367 | +11  | -   |
| 4                                                   | Hongrie            | 7   | 2 | 3 | 335 | 370 | -35  | -   |
| 5                                                   | République tchèque | 6   | 1 | 4 | 356 | 441 | -85  | -   |
| 6                                                   | Roumanie           | 5   | 0 | 5 | 316 | 414 | -98  | -   |
| Espagne · Croatie · Monténégro                      |                    |     |   |   |     |     |      |     |
| Hongrie · République-tchèque · Roumanie             |                    |     |   |   |     |     |      |     |

| 1er septembre | Hongrie            | 58 - 67  | Croatie            |
| 1er septembre | Espagne            | 99 - 60  | Monténégro         |
| 1er septembre | Roumanie           | 68 - 83  | République tchèque |
| 2 septembre   | Monténégro         | 72 - 48  | Hongrie            |
| 2 septembre   | République tchèque | 56 - 93  | Espagne            |
| 2 septembre   | Croatie            | 74 - 58  | Roumanie           |
| 4 septembre   | Hongrie            | 85 - 73  | République tchèque |
| 4 septembre   | Monténégro         | 72 - 76  | Croatie            |
| 4 septembre   | Espagne            | 91 - 50  | Roumanie           |
| 5 septembre   | République tchèque | 75 - 88  | Monténégro         |
| 5 septembre   | Croatie            | 73 - 79  | Espagne            |
| 5 septembre   | Roumanie           | 71 - 80  | Hongrie            |
| 7 septembre   | République tchèque | 69 - 107 | Croatie            |
| 7 septembre   | Hongrie            | 64 - 87  | Espagne            |
| 7 septembre   | Monténégro         | 86 - 69  | Roumanie           |

### Groupe D
| Groupe D Turquie : Istanbul - Ülker Sports Arena |                 |     |   |   |     |     |      |     |
|                                                  | Équipe          | Pts | G | P | PP  | PC  | Diff | Dép |
| 1                                                | Serbie          | 9   | 4 | 1 | 400 | 353 | +47  | +7  |
| 2                                                | Lettonie        | 9   | 4 | 1 | 444 | 396 | +48  | +5  |
| 3                                                | Russie          | 9   | 4 | 1 | 378 | 366 | +12  | -12 |
| 4                                                | Turquie         | 7   | 2 | 3 | 388 | 380 | +8   | -   |
| 5                                                | Belgique        | 6   | 1 | 4 | 353 | 410 | -57  | -   |
| 6                                                | Grande-Bretagne | 5   | 0 | 5 | 390 | 448 | -58  | -   |
| Serbie · Lettonie · Russie                       |                 |     |   |   |     |     |      |     |
| Turquie · Belgique · Grande-Bretagne             |                 |     |   |   |     |     |      |     |

| 1er septembre | Belgique        | 103 - 90 | Grande-Bretagne |
| 1er septembre | Serbie          | 92 - 82  | Lettonie        |
| 1er septembre | Turquie         | 73 - 76  | Russie          |
| 2 septembre   | Lettonie        | 92 - 64  | Belgique        |
| 2 septembre   | Russie          | 75 - 72  | Serbie          |
| 2 septembre   | Grande-Bretagne | 70 - 84  | Turquie         |
| 4 septembre   | Lettonie        | 97 - 92  | Grande-Bretagne |
| 4 septembre   | Belgique        | 67 - 76  | Russie          |
| 4 septembre   | Serbie          | 80 - 74  | Turquie         |
| 5 septembre   | Russie          | 69 - 84  | Lettonie        |
| 5 septembre   | Grande-Bretagne | 68 - 82  | Serbie          |
| 5 septembre   | Turquie         | 78 - 65  | Belgique        |
| 7 septembre   | Russie          | 82 - 70  | Grande-Bretagne |
| 7 septembre   | Belgique        | 54 - 74  | Serbie          |
| 7 septembre   | Lettonie        | 89 - 79  | Turquie         |

## Phase finale
Toutes les rencontres ont lieu au Sinan Erdem Dome d'Istanbul.

### Tableau final
|  | Huitièmes de finale          | Huitièmes de finale         | Huitièmes de finale          | Huitièmes de finale         |           |           | Quarts de finale             | Quarts de finale             | Quarts de finale             | Quarts de finale             |                            |                            | Demi-finales                 | Demi-finales                 | Demi-finales                 | Demi-finales                 |  |  | Finale                       | Finale                       | Finale                       | Finale                       |
|  |                              |                             |                              |                             |           |           |                              |                              |                              |                              |                            |                            |                              |                              |                              |                              |  |  |                              |                              |                              |                              |
|  | 9 septembre à 15h15 (UTC+3)  | 9 septembre à 15h15 (UTC+3) | 9 septembre à 15h15 (UTC+3)  | 9 septembre à 15h15 (UTC+3) |           |           | 12 septembre à 18h45 (UTC+3) | 12 septembre à 18h45 (UTC+3) | 12 septembre à 18h45 (UTC+3) | 12 septembre à 18h45 (UTC+3) |                            |                            | 14 septembre à 21h30 (UTC+3) | 14 septembre à 21h30 (UTC+3) | 14 septembre à 21h30 (UTC+3) | 14 septembre à 21h30 (UTC+3) |  |  | 17 septembre à 21h30 (UTC+3) | 17 septembre à 21h30 (UTC+3) | 17 septembre à 21h30 (UTC+3) | 17 septembre à 21h30 (UTC+3) |
|  | B2                           | Allemagne                   | 84                           | 84                          |           |           | 12 septembre à 18h45 (UTC+3) | 12 septembre à 18h45 (UTC+3) | 12 septembre à 18h45 (UTC+3) | 12 septembre à 18h45 (UTC+3) |                            |                            | 14 septembre à 21h30 (UTC+3) | 14 septembre à 21h30 (UTC+3) | 14 septembre à 21h30 (UTC+3) | 14 septembre à 21h30 (UTC+3) |  |  | 17 septembre à 21h30 (UTC+3) | 17 septembre à 21h30 (UTC+3) | 17 septembre à 21h30 (UTC+3) | 17 septembre à 21h30 (UTC+3) |
|  | B2                           | Allemagne                   | 84                           | 84                          |           |           | 12 septembre à 18h45 (UTC+3) | 12 septembre à 18h45 (UTC+3) | 12 septembre à 18h45 (UTC+3) | 12 septembre à 18h45 (UTC+3) |                            |                            | 14 septembre à 21h30 (UTC+3) | 14 septembre à 21h30 (UTC+3) | 14 septembre à 21h30 (UTC+3) | 14 septembre à 21h30 (UTC+3) |  |  | 17 septembre à 21h30 (UTC+3) | 17 septembre à 21h30 (UTC+3) | 17 septembre à 21h30 (UTC+3) | 17 septembre à 21h30 (UTC+3) |
|  | A3                           | France                      | 81                           | 81                          |           |           | 12 septembre à 18h45 (UTC+3) | 12 septembre à 18h45 (UTC+3) | 12 septembre à 18h45 (UTC+3) | 12 septembre à 18h45 (UTC+3) |                            |                            | 14 septembre à 21h30 (UTC+3) | 14 septembre à 21h30 (UTC+3) | 14 septembre à 21h30 (UTC+3) | 14 septembre à 21h30 (UTC+3) |  |  | 17 septembre à 21h30 (UTC+3) | 17 septembre à 21h30 (UTC+3) | 17 septembre à 21h30 (UTC+3) | 17 septembre à 21h30 (UTC+3) |
|  | A3                           | France                      | 81                           | 81                          | Allemagne | Allemagne | 72                           | 72                           |                              |                              |                            |                            | 14 septembre à 21h30 (UTC+3) | 14 septembre à 21h30 (UTC+3) | 14 septembre à 21h30 (UTC+3) | 14 septembre à 21h30 (UTC+3) |  |  | 17 septembre à 21h30 (UTC+3) | 17 septembre à 21h30 (UTC+3) | 17 septembre à 21h30 (UTC+3) | 17 septembre à 21h30 (UTC+3) |
|  | 10 septembre à 18h45 (UTC+3) |                             |                              |                             | Allemagne | Allemagne | 72                           | 72                           |                              |                              |                            |                            | 14 septembre à 21h30 (UTC+3) | 14 septembre à 21h30 (UTC+3) | 14 septembre à 21h30 (UTC+3) | 14 septembre à 21h30 (UTC+3) |  |  | 17 septembre à 21h30 (UTC+3) | 17 septembre à 21h30 (UTC+3) | 17 septembre à 21h30 (UTC+3) | 17 septembre à 21h30 (UTC+3) |
|  |                              |                             | Espagne                      | Espagne                     | 84        | 84        |                              |                              |                              |                              |                            |                            | 14 septembre à 21h30 (UTC+3) | 14 septembre à 21h30 (UTC+3) | 14 septembre à 21h30 (UTC+3) | 14 septembre à 21h30 (UTC+3) |  |  | 17 septembre à 21h30 (UTC+3) | 17 septembre à 21h30 (UTC+3) | 17 septembre à 21h30 (UTC+3) | 17 septembre à 21h30 (UTC+3) |
|  | C1                           | Espagne                     | Espagne                      | Espagne                     | 84        | 84        | 73                           | 73                           |                              |                              |                            |                            | 14 septembre à 21h30 (UTC+3) | 14 septembre à 21h30 (UTC+3) | 14 septembre à 21h30 (UTC+3) | 14 septembre à 21h30 (UTC+3) |  |  | 17 septembre à 21h30 (UTC+3) | 17 septembre à 21h30 (UTC+3) | 17 septembre à 21h30 (UTC+3) | 17 septembre à 21h30 (UTC+3) |
|  | C1                           | Espagne                     | 12 septembre à 21h30 (UTC+3) |                             |           |           | 73                           | 73                           |                              |                              |                            |                            | 14 septembre à 21h30 (UTC+3) | 14 septembre à 21h30 (UTC+3) | 14 septembre à 21h30 (UTC+3) | 14 septembre à 21h30 (UTC+3) |  |  | 17 septembre à 21h30 (UTC+3) | 17 septembre à 21h30 (UTC+3) | 17 septembre à 21h30 (UTC+3) | 17 septembre à 21h30 (UTC+3) |
|  | D4                           | Turquie                     | 56                           | 56                          |           |           |                              |                              |                              |                              |                            |                            | 14 septembre à 21h30 (UTC+3) | 14 septembre à 21h30 (UTC+3) | 14 septembre à 21h30 (UTC+3) | 14 septembre à 21h30 (UTC+3) |  |  | 17 septembre à 21h30 (UTC+3) | 17 septembre à 21h30 (UTC+3) | 17 septembre à 21h30 (UTC+3) | 17 septembre à 21h30 (UTC+3) |
|  | D4                           | Turquie                     | 56                           | 56                          | Espagne   | Espagne   | 72                           | 72                           |                              |                              |                            |                            |                              |                              |                              |                              |  |  | 17 septembre à 21h30 (UTC+3) | 17 septembre à 21h30 (UTC+3) | 17 septembre à 21h30 (UTC+3) | 17 septembre à 21h30 (UTC+3) |
|  | 9 septembre à 12h30 (UTC+3)  |                             |                              |                             | Espagne   | Espagne   | 72                           | 72                           |                              |                              |                            |                            |                              |                              |                              |                              |  |  | 17 septembre à 21h30 (UTC+3) | 17 septembre à 21h30 (UTC+3) | 17 septembre à 21h30 (UTC+3) | 17 septembre à 21h30 (UTC+3) |
|  |                              |                             | Slovénie                     | Slovénie                    | 92        | 92        |                              |                              |                              |                              |                            |                            |                              |                              |                              |                              |  |  | 17 septembre à 21h30 (UTC+3) | 17 septembre à 21h30 (UTC+3) | 17 septembre à 21h30 (UTC+3) | 17 septembre à 21h30 (UTC+3) |
|  | A1                           | Slovénie                    | Slovénie                     | Slovénie                    | 92        | 92        | 79                           | 79                           |                              |                              |                            |                            |                              |                              |                              |                              |  |  | 17 septembre à 21h30 (UTC+3) | 17 septembre à 21h30 (UTC+3) | 17 septembre à 21h30 (UTC+3) | 17 septembre à 21h30 (UTC+3) |
|  | A1                           | Slovénie                    | 15 septembre à 21h30 (UTC+3) |                             |           |           | 79                           | 79                           |                              |                              |                            |                            |                              |                              |                              |                              |  |  | 17 septembre à 21h30 (UTC+3) | 17 septembre à 21h30 (UTC+3) | 17 septembre à 21h30 (UTC+3) | 17 septembre à 21h30 (UTC+3) |
|  | B4                           | Ukraine                     | 55                           | 55                          |           |           |                              |                              |                              |                              |                            |                            |                              |                              |                              |                              |  |  | 17 septembre à 21h30 (UTC+3) | 17 septembre à 21h30 (UTC+3) | 17 septembre à 21h30 (UTC+3) | 17 septembre à 21h30 (UTC+3) |
|  | B4                           | Ukraine                     | 55                           | 55                          | Slovénie  | Slovénie  | 103                          | 103                          |                              |                              |                            |                            |                              |                              |                              |                              |  |  | 17 septembre à 21h30 (UTC+3) | 17 septembre à 21h30 (UTC+3) | 17 septembre à 21h30 (UTC+3) | 17 septembre à 21h30 (UTC+3) |
|  | 10 septembre à 12h30 (UTC+3) |                             |                              |                             | Slovénie  | Slovénie  | 103                          | 103                          |                              |                              |                            |                            |                              |                              |                              |                              |  |  | 17 septembre à 21h30 (UTC+3) | 17 septembre à 21h30 (UTC+3) | 17 septembre à 21h30 (UTC+3) | 17 septembre à 21h30 (UTC+3) |
|  |                              |                             | Lettonie                     | Lettonie                    | 97        | 97        |                              |                              |                              |                              |                            |                            |                              |                              |                              |                              |  |  | 17 septembre à 21h30 (UTC+3) | 17 septembre à 21h30 (UTC+3) | 17 septembre à 21h30 (UTC+3) | 17 septembre à 21h30 (UTC+3) |
|  | D2                           | Lettonie                    | Lettonie                     | Lettonie                    | 97        | 97        | 100                          | 100                          |                              |                              |                            |                            |                              |                              |                              |                              |  |  | 17 septembre à 21h30 (UTC+3) | 17 septembre à 21h30 (UTC+3) | 17 septembre à 21h30 (UTC+3) | 17 septembre à 21h30 (UTC+3) |
|  | D2                           | Lettonie                    | 13 septembre à 18h45 (UTC+3) |                             |           |           | 100                          | 100                          |                              |                              |                            |                            |                              |                              |                              |                              |  |  | 17 septembre à 21h30 (UTC+3) | 17 septembre à 21h30 (UTC+3) | 17 septembre à 21h30 (UTC+3) | 17 septembre à 21h30 (UTC+3) |
|  | C3                           | Monténégro                  | 68                           | 68                          |           |           |                              |                              |                              |                              |                            |                            |                              |                              |                              |                              |  |  | 17 septembre à 21h30 (UTC+3) | 17 septembre à 21h30 (UTC+3) | 17 septembre à 21h30 (UTC+3) | 17 septembre à 21h30 (UTC+3) |
|  | C3                           | Monténégro                  | 68                           | 68                          | Slovénie  | Slovénie  | 93                           | 93                           |                              |                              |                            |                            |                              |                              |                              |                              |  |  |                              |                              |                              |                              |
|  | 9 septembre à 21h30 (UTC+3)  |                             |                              |                             | Slovénie  | Slovénie  | 93                           | 93                           |                              |                              |                            |                            |                              |                              |                              |                              |  |  |                              |                              |                              |                              |
|  |                              |                             | Serbie                       | Serbie                      | 85        | 85        |                              |                              |                              |                              |                            |                            |                              |                              |                              |                              |  |  |                              |                              |                              |                              |
|  | B1                           | Lituanie                    | Serbie                       | Serbie                      | 85        | 85        | 64                           | 64                           |                              |                              |                            |                            |                              |                              |                              |                              |  |  |                              |                              |                              |                              |
|  | B1                           | Lituanie                    |                              |                             |           |           |                              | 64                           |                              |                              |                            |                            |                              |                              |                              |                              |  |  |                              |                              |                              |                              |
|  | A4                           | Grèce                       | 77                           | 77                          |           |           |                              |                              |                              |                              |                            |                            |                              |                              |                              |                              |  |  |                              |                              |                              |                              |
|  | A4                           | Grèce                       | 77                           | 77                          | Grèce     | Grèce     | 69                           | 69                           |                              |                              |                            |                            |                              |                              |                              |                              |  |  |                              |                              |                              |                              |
|  | 10 septembre à 21h30 (UTC+3) |                             |                              |                             | Grèce     | Grèce     | 69                           | 69                           |                              |                              |                            |                            |                              |                              |                              |                              |  |  |                              |                              |                              |                              |
|  |                              |                             | Russie                       | Russie                      | 74        | 74        |                              |                              |                              |                              |                            |                            |                              |                              |                              |                              |  |  |                              |                              |                              |                              |
|  | C2                           | Croatie                     | Russie                       | Russie                      | 74        | 74        | 78                           | 78                           |                              |                              |                            |                            |                              |                              |                              |                              |  |  |                              |                              |                              |                              |
|  | C2                           | Croatie                     | 13 septembre à 21h30 (UTC+3) |                             |           |           | 78                           | 78                           |                              |                              |                            |                            |                              |                              |                              |                              |  |  |                              |                              |                              |                              |
|  | D3                           | Russie                      | 101                          | 101                         |           |           |                              |                              |                              |                              |                            |                            |                              |                              |                              |                              |  |  |                              |                              |                              |                              |
|  | D3                           | Russie                      | 101                          | 101                         | Russie    | Russie    | 79                           | 79                           |                              |                              |                            |                            |                              |                              |                              |                              |  |  |                              |                              |                              |                              |
|  | 9 septembre à 18h45 (UTC+3)  |                             |                              |                             | Russie    | Russie    | 79                           | 79                           |                              |                              |                            |                            |                              |                              |                              |                              |  |  |                              |                              |                              |                              |
|  |                              |                             | Serbie                       | Serbie                      | 87        | 87        |                              |                              |                              |                              |                            |                            |                              |                              |                              |                              |  |  |                              |                              |                              |                              |
|  | A2                           | Finlande                    | Serbie                       | Serbie                      | 87        | 87        | 57                           | 57                           |                              |                              |                            |                            |                              |                              |                              |                              |  |  |                              |                              |                              |                              |
|  | A2                           | Finlande                    |                              |                             |           |           |                              | 57                           |                              |                              |                            |                            |                              |                              |                              |                              |  |  |                              |                              |                              |                              |
|  | B3                           | Italie                      | 70                           | 70                          |           |           |                              |                              |                              |                              |                            |                            |                              |                              |                              |                              |  |  |                              |                              |                              |                              |
|  | B3                           | Italie                      | 70                           | 70                          | Italie    | Italie    | 67                           | 67                           | Troisième place              | Troisième place              | Troisième place            | Troisième place            |                              |                              |                              |                              |  |  |                              |                              |                              |                              |
|  | 10 septembre à 15h15 (UTC+3) |                             |                              |                             | Italie    | Italie    | 67                           | 67                           | Troisième place              | Troisième place              | Troisième place            | Troisième place            |                              |                              |                              |                              |  |  |                              |                              |                              |                              |
|  |                              |                             | Serbie                       | Serbie                      | 83        | 83        |                              |                              | 17 septembre à 17h (UTC+3)   | 17 septembre à 17h (UTC+3)   | 17 septembre à 17h (UTC+3) | 17 septembre à 17h (UTC+3) |                              |                              |                              |                              |  |  |                              |                              |                              |                              |
|  | D1                           | Serbie                      | Serbie                       | Serbie                      | 83        | 83        | 86                           | 86                           | 17 septembre à 17h (UTC+3)   | 17 septembre à 17h (UTC+3)   | 17 septembre à 17h (UTC+3) | 17 septembre à 17h (UTC+3) |                              |                              |                              |                              |  |  |                              |                              |                              |                              |
|  | D1                           | Serbie                      |                              |                             |           |           |                              | 86                           |                              |                              | Espagne                    | Espagne                    | 93                           | 93                           |                              |                              |  |  |                              |                              |                              |                              |
|  | C4                           | Hongrie                     | 78                           | 78                          |           |           |                              |                              |                              |                              | Espagne                    | Espagne                    | 93                           | 93                           |                              |                              |  |  |                              |                              |                              |                              |
|  | C4                           | Hongrie                     | 78                           | 78                          | Russie    | Russie    | 85                           | 85                           |                              |                              |                            |                            |                              |                              |                              |                              |  |  |                              |                              |                              |                              |
|  |                              |                             |                              |                             |           |           |                              |                              |                              |                              |                            |                            |                              |                              |                              |                              |  |  |                              |                              |                              |                              |

### Match pour la troisième place
| 17 septembre 2017 17h (UTC+3) | Rapport | Espagne                                                       | 93-85                               | Russie                                                                    |  | Sinan Erdem Dome Istanbul Affluence : 3 573 |
| 17 septembre 2017 17h (UTC+3) | Rapport | Score par quart-temps : 21-13, 24-15, 21-27, 27-30            |                                     |                                                                           |  | Sinan Erdem Dome Istanbul Affluence : 3 573 |
| 17 septembre 2017 17h (UTC+3) | Rapport | Score par mi-temps : 45-28, 48-57                             |                                     |                                                                           |  | Sinan Erdem Dome Istanbul Affluence : 3 573 |
| 17 septembre 2017 17h (UTC+3) | Rapport | Pau Gasol, 26 Pau Gasol, 10 Sergio Rodríguez, 9 Pau Gasol, 31 | Points Rebonds Passes d. Évaluation | Alexey Shved, 18 Timofeï Mozgov, 10 Dmitri Khvostov, 9 Timofeï Mozgov, 18 |  | Sinan Erdem Dome Istanbul Affluence : 3 573 |

### Finale
| 17 septembre 2017 21h30 (UTC+3) | Rapport | Slovénie                                                                | 93-85                               | Serbie                                                                        |  | Sinan Erdem Dome Istanbul Affluence : 12 095 |
| 17 septembre 2017 21h30 (UTC+3) | Rapport | Score par quart-temps : 20-22, 36-25, 15-20, 22-18                      |                                     |                                                                               |  | Sinan Erdem Dome Istanbul Affluence : 12 095 |
| 17 septembre 2017 21h30 (UTC+3) | Rapport | Score par mi-temps : 56-47, 37-38                                       |                                     |                                                                               |  | Sinan Erdem Dome Istanbul Affluence : 12 095 |
| 17 septembre 2017 21h30 (UTC+3) | Rapport | Goran Dragić, 35 Dragić, Dončić, 7 Dragić, Prepelič, 3 Goran Dragić, 33 | Points Rebonds Passes d. Évaluation | Bogdan Bogdanović, 22 Vladimir Lučić, 8 Bogdan Bogdanović, 5 Milan Mačvan, 20 |  | Sinan Erdem Dome Istanbul Affluence : 12 095 |

## Classement final
Le classement final est établi au-delà de la 8e place comme suit :
- sont classées 9e les huit équipes qui ont été éliminées en huitième de finale ;
- sont classées 17e les quatre équipes qui ont fini à la cinquième place de leur poule du premier tour ;
- sont classées 21e les quatre équipes qui ont fini à la sixième place de leur poule du premier tour.

| Classement         | Équipe             | Bilan (G/P) |
| ------------------ | ------------------ | ----------- |
| Médaille d'or      | Slovénie           | 9-0         |
| Médaille d'argent  | Serbie             | 7-2         |
| Médaille de bronze | Espagne            | 8-1         |
| 4e                 | Russie             | 6-3         |
| 5e                 | Lettonie           | 5-2         |
| 6e                 | Italie             | 4-3         |
| 7e                 | Allemagne          | 4-3         |
| 8e                 | Grèce              | 3-4         |
| 9e                 | Lituanie           | 4-2         |
| 10e                | Croatie            | 4-2         |
| 11e                | Finlande           | 4-2         |
| 12e                | France             | 3-3         |
| 13e                | Monténégro         | 3-3         |
| 14e                | Turquie            | 2-4         |
| 15e                | Hongrie            | 2-4         |
| 16e                | Ukraine            | 2-4         |
| 17e                | Géorgie            | 2-3         |
| 18e                | Pologne            | 1-4         |
| 19e                | Belgique           | 1-4         |
| 20e                | Israël             | 1-4         |
| 21e                | République tchèque | 1-4         |
| 22e                | Grande-Bretagne    | 0-5         |
| 23e                | Roumanie           | 0-5         |
| 24e                | Islande            | 0-5         |

## Statistiques

### Leaders statistiques de la compétition
| Joueur/Nationalité | Points par match |
| ------------------ | ---------------- |
| Alexey Shved       | 24,3             |
| Dennis Schröder    | 23,7             |
| Kristaps Porziņģis | 23,6             |
| Goran Dragić       | 22,6             |
| Bojan Bogdanović   | 22,5             |

| Joueurs/Nationalité | Rebonds par match |
| ------------------- | ----------------- |
| Jonas Valančiūnas   | 12,0              |
| Gabriel Olaseni     | 11,2              |
| Zaza Pachulia       | 9,2               |
| Luka Dončić         | 8,1               |
| Nikola Vučević      | 8,0               |

| Joueurs/Nationalité | Passes décisives par match |
| ------------------- | -------------------------- |
| Mantas Kalnietis    | 7,2                        |
| Sergio Rodríguez    | 6,8                        |
| Tomáš Satoranský    | 6,6                        |
| Jānis Strēlnieks    | 6,6                        |
| Petteri Koponen     | 6,3                        |

| Joueurs/Nationalité | Interceptions par match |
| ------------------- | ----------------------- |
| Andrei Mandache     | 2,2                     |
| Marco Belinelli     | 2,1                     |
| Denys Loukachov     | 2,0                     |
| Cedi Osman          | 2,0                     |
| Nando de Colo       | 1,8                     |

| Joueurs/Nationalité | Contres par match |
| ------------------- | ----------------- |
| Kristaps Porziņģis  | 1,9               |
| Artem Pustovyi      | 1,7               |
| Pau Gasol           | 1,5               |
| Marc Gasol          | 1,4               |
| Anthony Randolph    | 1,4               |

## Récompenses

### MVP et meilleur cinq de la compétition
- Meilleur joueur :  Goran Dragić
- Équipe type : 
  -  Goran Dragić (Meneur)
  -  Alexey Shved (Arrière)
  -  Bogdan Bogdanović (Ailier)
  -  Luka Dončić (Ailier fort)
  -  Pau Gasol (Pivot)